# GNU Lesser General Public License

GNU Lesser General Public License logo

GNU Lesser General Public License, GNU LGPL, (tidigare GNU Library Public License) är en licens för fri programvara.
Den främsta skillnaden mot den mer kända GNU General Public License är att det är tillåtet att inkludera program licenserade under LGPL i ett nytt program, utan att det nya programmet omfattas av LGPL.
Detta gör att man till exempel i en kommersiell programvara med sluten källkod, kan dra nytta av ett externt bibliotek som är tillgängligt under LGPL, utan att bryta mot licensregler.
Reviderade och/eller nya versioner av GNU LGPL ges ut med jämna mellanrum och efter samma anda som tidigare utgåvor, men med tillägg för att behandla och klargöra kring nya problem som kan komma att dyka upp kring licensen.
Varje ny version som ges ut får ett särskiljande versionsnummer.
Om till exempel det externa biblioteket som man vill använda anger att en viss numrerad version av GNU LGPL "eller någon senare version" gäller för det, så har man möjlighet att följa villkoren för vad som gäller för antingen den angivna versionen eller av någon av de senare versionerna publicerade av FSF.
Om biblioteket inte specificerar ett versionsnummer av GNU LGPL, så kan man välja att fortsättningsvis använda vilken version som helst av GNU LGPL som någonsin har publicerats av FSF.
Om biblioteket specificerar att en fullmakt avgör huruvida framtida versioner av GNU LGPL skall appliceras på det eller inte, så gäller denna fullmaktens offentliga anförande om vilka versioner som är tillåtna som permanent bestämmelse, och man måste således använda angiven version.

## Historia
Från början hade licensen namnet "the GNU Library General Public License" och publicerades för första gången år 1991..